# Rajella barnardi
Rajella barnardi är en rockeart som först beskrevs av Norman 1935.  Rajella barnardi ingår i släktet Rajella och familjen egentliga rockor. IUCN kategoriserar arten globalt som livskraftig. Inga underarter finns listade i Catalogue of Life.